# Sesarma trapezoideum
Sesarma trapezoideum is een krabbensoort uit de familie van de Sesarmidae. De wetenschappelijke naam van de soort werd in 1837 voor het eerst geldig gepubliceerd door Henri Milne-Edwards.